# Distenia tonkinea
Distenia tonkinea es una especie de escarabajo longicornio del género Distenia, categorizada en la tribu Disteniini, de la orden Coleoptera. Fue descrita por Villiers en 1958.

## Descripción
Mide 13-21 mm de longitud.

## Distribución
Se distribuye por Malasia.